# 2000-es labdarúgó-Európa-bajnokság (selejtező – 5. csoport)
A 2000-es labdarúgó-Európa-bajnokság selejtezőjének 5. csoportjának mérkőzéseit tartalmazó lapja. A csoportban Anglia, Bulgária, Svédország, Lengyelország és Luxemburg szerepelt. A csapatok körmérkőzéses, oda-visszavágós rendszerben játszottak egymással.
Svédország kijutott a 2000-es labdarúgó-Európa-bajnokságra. Anglia pótselejtezőt játszott, amelyet megnyert és kijutott az Eb-re.

## Tabella
| Hely. | Csapat        | M | Gy | D | V | G+ | G– | Gk  | P  | Továbbjutás                           |     | Svédország | Anglia | Lengyelország | Bulgária | Luxemburg |
| ----- | ------------- | - | -- | - | - | -- | -- | --- | -- | ------------------------------------- | --- | ---------- | ------ | ------------- | -------- | --------- |
| 1.    | Svédország    | 8 | 7  | 1 | 0 | 10 | 1  | +9  | 22 | Kijutott a 2000-es Európa-bajnokságra |     | —          | 2–1    | 2–0           | 1–0      | 2–0       |
| 2.    | Anglia        | 8 | 3  | 4 | 1 | 14 | 4  | +10 | 13 | Pótselejtezőbe került                 |     | 0–0        | —      | 3–1           | 0–0      | 6–0       |
| 3.    | Lengyelország | 8 | 4  | 1 | 3 | 12 | 8  | +4  | 13 |                                       |     | 0–1        | 0–0    | —             | 2–0      | 3–0       |
| 4.    | Bulgária      | 8 | 2  | 2 | 4 | 6  | 8  | −2  | 8  |                                       | 0–1 | 1–1        | 0–3    | —             | 3–0      |           |
| 5.    | Luxemburg     | 8 | 0  | 0 | 8 | 2  | 23 | −21 | 0  |                                       | 0–1 | 0–3        | 2–3    | 0–2           | —        |           |

1. 1 2  Egymás elleni pontszám: Anglia 4, Lengyelország 1.

## Mérkőzések
| 1998. szeptember 5. |

| Svédország                   | 2–1               | Anglia     |
| ---------------------------- | ----------------- | ---------- |
| A. Andersson 30' Mjällby 32' | (2–1) Jegyzőkönyv | Shearer 1' |

| Råsunda Stadion, Solna Nézőszám: 35 394 Játékvezető: Pierluigi Collina (olasz) |

| 1998. szeptember 6. |

| Bulgária | 0–3               | Lengyelország                 |
| -------- | ----------------- | ----------------------------- |
|          | (0–2) Jegyzőkönyv | Czereszewski 19' 44' Iwan 48' |

| Neftochimik Stadium, Burgasz Nézőszám: 15 000 Játékvezető: Marc Batta (francia) |

| 1998. október 10. |

| Anglia | 0–0         | Bulgária |
| ------ | ----------- | -------- |
|        | Jegyzőkönyv |          |

| Wembley Stadion, London Nézőszám: 72 974 Játékvezető: László Vágner (magyar) |

| 1998. október 10. |

| Lengyelország                           | 3–0               | Luxemburg |
| --------------------------------------- | ----------------- | --------- |
| Brzęczek 18' Juskowiak 33' Trzeciak 65' | (2–0) Jegyzőkönyv |           |

| Polish Army Stadium, Varsó Nézőszám: 8500 Játékvezető: Bujar Pregja (albán) |

| 1998. október 14. |

| Bulgária | 0–1               | Svédország  |
| -------- | ----------------- | ----------- |
|          | (0–0) Jegyzőkönyv | Larsson 62' |

| Neftochimik Stadium, Burgasz Nézőszám: 12 000 Játékvezető: Bernd Heynemann (német) |

| 1998. október 14. |

| Luxemburg | 0–3               | Anglia                                        |
| --------- | ----------------- | --------------------------------------------- |
|           | (0–2) Jegyzőkönyv | Owen 18' Shearer 38' (11-esből) Southgate 88' |

| Stade Josy Barthel, Luxembourg Nézőszám: 8054 Játékvezető: Sotirios Vorgias (görög) |

| 1999. március 27. |

| Svédország              | 2–0               | Luxemburg |
| ----------------------- | ----------------- | --------- |
| Mjällby 34' Larsson 86' | (1–0) Jegyzőkönyv |           |

| Ullevi, Göteborg Nézőszám: 37 728 Játékvezető: Vasiliy Melnichuk (ukrán) |

| 1999. március 27. |

| Anglia              | 3–1               | Lengyelország |
| ------------------- | ----------------- | ------------- |
| Scholes 12' 22' 70' | (2–1) Jegyzőkönyv | Brzęczek 28'  |

| Wembley Stadion, London Nézőszám: 73 836 Játékvezető: Vítor Melo Pereira (portugál) |

| 1999. március 31. |

| Luxemburg | 0–2               | Bulgária                   |
| --------- | ----------------- | -------------------------- |
|           | (0–2) Jegyzőkönyv | Stoichkov 18' Yordanov 38' |

| Stade Josy Barthel, Luxembourg Nézőszám: 3004 Játékvezető: Milan Mitrovič (szlovén) |

| 1999. március 31. |

| Lengyelország | 0–1               | Svédország    |
| ------------- | ----------------- | ------------- |
|               | (0–1) Jegyzőkönyv | Ljungberg 36' |

| National Stadium, Chorzow Nézőszám: 28 860 Játékvezető: Markus Merk (német) |

| 1999. június 4. |

| Lengyelország      | 2–0               | Bulgária |
| ------------------ | ----------------- | -------- |
| Hajto 15' Iwan 62' | (1–0) Jegyzőkönyv |          |

| Polish Army Stadium, Varsó Nézőszám: 6200 Játékvezető: Stefano Braschi (olasz) |

| 1999. június 5. |

| Anglia | 0–0         | Svédország |
| ------ | ----------- | ---------- |
|        | Jegyzőkönyv |            |

| Wembley Stadion, London Nézőszám: 75 824 Játékvezető: José Encinar (spanyol) |

| 1999. június 9. |

| Bulgária   | 1–1               | Anglia      |
| ---------- | ----------------- | ----------- |
| Markov 18' | (1–1) Jegyzőkönyv | Shearer 15' |

| Bulgarian Army Stadium, Szófia Nézőszám: 19 500 Játékvezető: Mario van der Ende (holland) |

| 1999. június 9. |

| Luxemburg             | 2–3               | Lengyelország                         |
| --------------------- | ----------------- | ------------------------------------- |
| Birsens 76' Vanek 82' | (0–2) Jegyzőkönyv | Siadaczka 22' Wichniarek 45' Iwan 68' |

| Stade Josy Barthel, Luxembourg Nézőszám: 2806 Játékvezető: Andrei Ivanov (orosz) |

| 1999. szeptember 4. |

| Anglia                                                    | 6–0               | Luxemburg |
| --------------------------------------------------------- | ----------------- | --------- |
| Shearer 12' (11-esből) 28' 34' McManaman 30' 44' Owen 90' | (5–0) Jegyzőkönyv |           |

| Wembley Stadion, London Nézőszám: 68 772 Játékvezető: Sergei Shmolik (fehérorosz) |

| 1999. szeptember 4. |

| Svédország        | 1–0               | Bulgária |
| ----------------- | ----------------- | -------- |
| Alexandersson 65' | (0–0) Jegyzőkönyv |          |

| Råsunda Stadion, Solna Nézőszám: 35 640 Játékvezető: Dani Koren (izraeli) |

| 1999. szeptember 8. |

| Luxemburg | 0–1               | Svédország        |
| --------- | ----------------- | ----------------- |
|           | (0–1) Jegyzőkönyv | Alexandersson 39' |

| Stade Josy Barthel, Luxembourg Nézőszám: 4228 Játékvezető: Hanacsek Attila (magyar) |

| 1999. szeptember 8. |

| Lengyelország | 0–0         | Anglia |
| ------------- | ----------- | ------ |
|               | Jegyzőkönyv |        |

| Polish Army Stadium, Varsó Nézőszám: 14 025 Játékvezető: Günther Benkö (osztrák) |

| 1999. október 9. |

| Svédország                   | 2–0               | Lengyelország |
| ---------------------------- | ----------------- | ------------- |
| K. Andersson 64' Larsson 90' | (0–0) Jegyzőkönyv |               |

| Råsunda Stadion, Solna Nézőszám: 35 375 Játékvezető: Urs Meier (svájci) |

| 1999. október 9. |

| Bulgária                                   | 3–0               | Luxemburg |
| ------------------------------------------ | ----------------- | --------- |
| Borimirov 40' I. Petkov 68' R. Hristov 78' | (1–0) Jegyzőkönyv |           |

| Bulgarian Army Stadium, Szófia Nézőszám: 3000 Játékvezető: Ladislav Gadoši (szlovák) |